# Elettore
Un elettore è colui che ha il diritto di esprimere il proprio voto in una elezione, sia essa una elezione regolata da leggi di uno stato o di un altro ente amministrativo di natura politica, o una elezione per una carica o una funzione entro una organizzazione regolata in questo caso da uno statuto o da un regolamento interno, come nel caso dell'elezione di un consiglio di amministrazione di una società per azioni, dove ogni azionista è elettore.
In un contesto lavorativo, possono votare per le cariche all'interno della rappresentanza sindacale unitaria tutti i dipendenti dell'azienda, indipendentemente dal fatto di essere iscritti o meno a un sindacato.

## Elenchi degli elettori
Per garantire la libertà' di partecipazione e evitare brogli, solitamente per ogni elezione sono preventivamente preparati gli elenchi degli elettori, che sono pubblici e liberamente consultabili.
Gli elenchi degli elettori per votazioni politiche sono generalmente curati e aggiornati ad opera di enti pubblici amministrativi locali, basandosi sull'anagrafe comunale. Negli Stati Uniti d'America l'iscrizione nelle liste elettorali è lasciata all'iniziativa del singolo elettore.
L'elenco degli elettori all'assemblea dei soci di una società' azionaria si trova nel libro dei soci, da notare che in queste elezioni, salvo casi particolari, il voto di ogni singolo elettore non viene conteggiato unitariamente, o "per testa", ma considerato per il suo peso proporzionale alla quantità di azioni possedute.
Nel conclave per l'elezione del nuovo papa sono elettori i cardinali costituenti il Collegio cardinalizio con esclusione di coloro che hanno compiuto l'ottantesimo anno di età il giorno precedente l'inizio della Sede vacante.

## Elettore o delegato
Escludendo le elezioni politiche, in molti casi l'elettore può non partecipare direttamente alle elezioni, delegando un'altra persona a votare a suo nome, sia affidandogli una delega in bianco oppure una delega condizionata o limitata, questo in funzione delle norme che regolano tale votazione.

## Obbligo o libertà di voto
Nel caso di elezioni politiche, le legislazioni dei diversi stati regolano differentemente l'obbligo di comportamento degli elettori. La maggior parte degli stati lascia agli lettori la libertà di partecipare alle elezioni oppure di astenersi, 23 nazioni viceversa impongono l'obbligo della partecipazione attiva, tra queste 10 a sanzionare la mancata partecipazione dell'elettore al voto senza giustificazione.

## Elezioni politiche
Nel caso si tratti di elezioni politiche l'elettore è parte dell'elettorato attivo.
Nelle elezioni nazionali sono elettori i cittadini dello Stato in cui si svolgono le elezioni. Nelle elezioni amministrative, invece, in alcuni paesi (non l'Italia) possono votare anche gli stranieri residenti. Nei paesi democratici vige il principio del suffragio universale, secondo il quale sono elettori tutti i cittadini al di sopra di una certa soglia di età.

### In Italia
In Italia, al momento della proclamazione del regno nel 1861, avevano diritto di voto i cittadini maschi abbienti, che costituivano solo il 2% circa della popolazione. In seguito il diritto di voto venne esteso più volte in momenti successivi (per i dettagli vedi la voce Suffragio universale), ma rimanendo sempre riservato ai maschi fino alla Seconda guerra mondiale. Solo nel 1946 il diritto di voto fu esteso anche alle donne.
Sono elettori tutti i cittadini italiani maggiorenni (la soglia di età è di 18 anni dal 1975, in precedenza era di 21) per tutte le elezioni nazionali e locali e per i referendum ed esclusi i cittadini ai quali il diritto di elettorato attivo sia stato revocato, temporaneamente o definitivamente, a seguito di sentenza penale definitiva di condanna, nei casi previsti dalla legge.